# Amaranthus paolii
Amaranthus paolii är en amarantväxtart som beskrevs av Emilio Chiovenda. Amaranthus paolii ingår i släktet amaranter, och familjen amarantväxter. Inga underarter finns listade i Catalogue of Life.